# Carita Nylund
Cita (Carita) Nylund, född 1972 i Mariehamn, är en före detta åländsk politiker.
Nylund var suppleant i Ålands lagting 2011-2013,  ledamot i Posten Åland styrelse 2011-2013, ledamot i styrelsen för Ålands hälso- och sjukvård 2011-2013 och styrelseledamot i Lemlands kommunstyrelse 2008-2015. Nylund var  även viceordförande i partiet Obunden samling 2013-2015. Nylund representerade under lagtingsåren Obunden Samling, ett parti på högerskalan, som driver näringslivsfrågor och självstyrelsefrågor hårt. Då partiet 2015 splittrades och lagtingsgruppen övergick till partiet Moderat samling stannade Nylund kvar och ledde partiet under en övergångsperiod. Nylund, som inte följde med övriga lagtingsgruppen till det nya partiet, petades som en följd av detta från de styrelseuppdrag hon innehade för partiets räkning då den tidigare obundna lagtingsgruppen , som även representerade dåvarande landskapsregering, ansåg att uppdragen skulle följa med till det nya partiet. Nylund valde att stiga av partistyrelsen våren 2015 och tog en paus från politiken. 2016 skrev Nylund in sig i liberalerna på Åland, och sitter som suppleant för partiet i Lemlands kommunstyrelse och styrelsen för Ålands hälso- och sjukvård.
Hon var ordförande i Anhörigföreningen Fri Från Narkotika r.f Åland mellan åren 2008-2016,  och ordnar årligen ett flerdagars seminarium för vårdkedjan och politiker. Nylund håller även anhörigstödgrupper för ett flertal föreningar och är en ofta anlitad moderator och föreläsare. Till vardags jobbar hon som verksamhetsledare för Fixtjänst Åland, en sysselsättningsarbetsplats för personer med funktionsvariationer.